# Базили, Николай Александрович
Николай Александрович Базили (1883—1963) — русский дипломат.

## Биография
Отец, Александр Константинович Базили был дипломатом. Сын в 1903 году после окончания Александровского лицея с большой золотой медалью, также поступил на дипломатическую службу. Почти сразу он получил назначение в Вену и Рим в качестве дипломатического курьера. 
Был старшим секретарем российской делегации на 2-й Гаагской конференции мира (1907); в 1908—1911 годах он — 2-й секретарь русского посольства в Париже.
С началом первой мировой войны сотрудник, а в 1917 году — директор дипломатической канцелярии при Ставке Верховного главнокомандующего. 
Статский советник, член Совета МИД. Был удостоен придворного звания камергера.
Во время Февральской революции участвовал в составлении акта об отречении Николая II от престола. 
С июля 1917 года — поверенный в делах в русском посольстве в Париже. 
После октябрьской революции эмигрировал во Францию по Транссибирской железной дороге через Владивосток вместе с семьёй своей невесты, Ласел Фезенде, дочерью директора самого большого российского банка того периода, «Нэшнл банк». Вскоре в Париже состоялась свадьба.
В 1919 году принимал участие в создании и деятельности Русского политического совещания. В 1922—1939 занимался банковской деятельностью, имел в Париже собственный офис.
Был членом временного Комитета по организации Русского литературного архива в Тургеневской библиотеке (1938), оказал библиотеке активную поддержку в получении нового помещения (13, rue de la Bûcherie, 5-е). Собирал материалы по истории и культуре России. Опубликовал книгу «Россия под советской властью» (Париж, 1937), за которую (в переводе на французский язык, 1938) был удостоен премии Французской академии наук.
После начала второй мировой войны и оккупации Франции немецкими войсками выехал в США; жил в Аргентине, Уругвае: работал в National City Bank of New York, с 1942 до конца 1950-х годов работал в представительстве этого банка в Монтевидео.
В Англии была выпущена его книга по экономике: «Двадцать лет Советской власти», о первых годах социализма. Последние годы он работал над мемуарами «Дипломат российской империи» (вышли посмертно на английском языке в 1973 году).  
Бумаги Базили хранятся в архиве Гуверовского института.

## Сочинения
- Базили Н. А. Россия под советской властью. Париж. Издание автора, 1937.
  - Французское издание: La Russie sous les soviets. vingt ans d’expérience bolchévique. Plon, 1938.
  - Английское издание: Russia under Sovet rule. Twenty years of Bolshevik experiment. 1938.
- Basily, Nicolas de. Diplomat of Imperial Russia: 1903-1917: Memoirs. — Stanford, California: Hoover Institution Press, 1973. — 210 с.
  - Переиздание: The abdication of Emperor Nicholas II of Russia: a memoir. Princeton, N.J. : Kingston Press, 1984.